# Lijst van onroerend erfgoed in Buggenhout
Een overzicht van het onroerend erfgoed in de gemeente Buggenhout. Het onroerend erfgoed maakt deel uit van het cultureel erfgoed in België.

## Bouwkundig erfgoed
| Object                                                               | Erfgoedstatus?                                              | Bouwjaar of architect | Deelgemeente | Adres                           | Coördinaten                   | Nummer? | Afbeelding                                                           |
| -------------------------------------------------------------------- | ----------------------------------------------------------- | --------------------- | ------------ | ------------------------------- | ----------------------------- | ------- | -------------------------------------------------------------------- |
| Boerenwoning en melkerij Van Achter                                  |                                                             |                       | Opdorp       | Brusselmansstraat 7-9           | 51° 1' 14" NB, 4° 12' 53" OL  | 44508   | Boerenwoning en melkerij Van Achter                                  |
| 't Kasteeltje                                                        |                                                             |                       | Opdorp       | Brusselmansstraat 24            | 51° 1' 7" NB, 4° 12' 56" OL   | 44509   | 't Kasteeltje                                                        |
| Parochiekerk Sint-Amandus                                            | Monument                                                    |                       | Opdorp       | Dries                           | 51° 1' 40" NB, 4° 13' 15" OL  | 44511   | Parochiekerk Sint-Amandus                                            |
| Drieskapelletje                                                      |                                                             |                       | Opdorp       | Dries                           | 51° 1' 38" NB, 4° 13' 6" OL   | 44512   | Drieskapelletje                                                      |
| Pomp                                                                 | Monument                                                    |                       | Opdorp       | Dries                           | 51° 1' 38" NB, 4° 13' 7" OL   | 44513   | Pomp                                                                 |
| Burgerhuis en magazijn                                               | Monument                                                    |                       | Opdorp       | Dries 8-9                       | 51° 1' 37" NB, 4° 13' 0" OL   | 44514   | Burgerhuis en magazijn                                               |
| Burgerhuis                                                           |                                                             |                       | Opdorp       | Dries 17                        | 51° 1' 41" NB, 4° 13' 1" OL   | 44515   | Burgerhuis                                                           |
| Kloosterhuis van de zusters van Sint-Vincentius met tuin             | Monument                                                    |                       | Opdorp       | Dries 28                        | 51° 1' 44" NB, 4° 13' 8" OL   | 44517   | Kloosterhuis van de zusters van Sint-Vincentius met tuin             |
| Dorpswoning                                                          |                                                             |                       | Opdorp       | Dries 32                        | 51° 1' 43" NB, 4° 13' 11" OL  | 44519   | Dorpswoning                                                          |
| Burgerhuis                                                           |                                                             |                       | Opdorp       | Dries 47                        | 51° 1' 38" NB, 4° 13' 18" OL  | 44521   | Burgerhuis                                                           |
| Burgerhuis                                                           |                                                             |                       | Opdorp       | Dries 51                        | 51° 1' 38" NB, 4° 13' 16" OL  | 44524   | Burgerhuis                                                           |
| Pastorie Sint-Amandusparochie met tuin                               | Monument                                                    |                       | Opdorp       | Dries 53                        | 51° 1' 38" NB, 4° 13' 13" OL  | 44525   | Pastorie Sint-Amandusparochie met tuin                               |
| Parochielokaal 't Klokske                                            | niet bewaard                                                |                       | Opdorp       | Dries 54                        | 51° 1' 39" NB, 4° 13' 13" OL  | 44526   | Upload foto                                                          |
| Café Dry Toren                                                       |                                                             |                       | Opdorp       | Dries 65                        | 51° 1' 37" NB, 4° 13' 8" OL   | 44528   | Café Dry Toren                                                       |
| Gemeentehuis Opdorp                                                  | Monument                                                    |                       | Opdorp       | Dries 70                        | 51° 1' 35" NB, 4° 13' 4" OL   | 44529   | Gemeentehuis Opdorp                                                  |
| Gemeentelijke jongensschool en schoolhuis                            | Monument                                                    |                       | Opdorp       | Dries 73                        | 51° 1' 34" NB, 4° 13' 2" OL   | 44531   | Gemeentelijke jongensschool en schoolhuis                            |
| Boerenarbeiderswoning                                                |                                                             |                       | Opdorp       | Houtenmolenstraat 7             | 51° 1' 40" NB, 4° 13' 21" OL  | 44532   | Boerenarbeiderswoning                                                |
| Burgerhuis en maalderij Van den Bossche                              | Monument                                                    |                       | Opdorp       | Houtenmolenstraat 14-16         | 51° 1' 40" NB, 4° 13' 27" OL  | 44533   | Burgerhuis en maalderij Van den Bossche                              |
| Gesloten hoeve Valkenhoeve                                           |                                                             |                       | Opdorp       | Houtenmolenstraat 82-84         | 51° 1' 38" NB, 4° 14' 4" OL   | 44535   | Gesloten hoeve Valkenhoeve                                           |
| Brouwerswoning Van den Bossche                                       | Monument                                                    |                       | Opdorp       | Lijneveldstraat 5               | 51° 1' 39" NB, 4° 13' 22" OL  | 44536   | Brouwerswoning Van den Bossche                                       |
| Molenromp van Veevoeders De Kinder                                   |                                                             |                       | Opdorp       | Stenenmolenstraat               | 51° 1' 26" NB, 4° 13' 8" OL   | 44537   | Molenromp van Veevoeders De Kinder                                   |
| Kasteel van Opdorp                                                   |                                                             |                       | Opdorp       | Vekenstraat 1                   | 51° 1' 46" NB, 4° 13' 3" OL   | 44539   | Kasteel van Opdorp                                                   |
| Sint-Jozefschool                                                     |                                                             |                       | Opdorp       | Vekenstraat 2                   | 51° 1' 45" NB, 4° 13' 8" OL   | 44541   | Sint-Jozefschool                                                     |
| Dorpswoning Oud Antwerpen                                            | Monument                                                    |                       | Opdorp       | Veldstraat 24                   | 51° 1' 31" NB, 4° 13' 6" OL   | 44542   | Dorpswoning Oud Antwerpen                                            |
| Kapel Onze-Lieve-Vrouw-ter-Nood-Gods                                 |                                                             |                       | Opdorp       | Vitsstraat                      | 51° 1' 34" NB, 4° 12' 60" OL  | 44543   | Kapel Onze-Lieve-Vrouw-ter-Nood-Gods                                 |
| Kapel                                                                |                                                             |                       | Buggenhout   | Beukenstraat                    | 51° 1' 16" NB, 4° 10' 25" OL  | 44545   | Kapel                                                                |
| Brielkapel met linden                                                | Monument                                                    |                       | Buggenhout   | Brielstraat                     | 51° 2' 24" NB, 4° 11' 34" OL  | 44547   | Brielkapel met linden                                                |
| Gemeenteschool                                                       |                                                             |                       | Buggenhout   | Brielstraat 29                  | 51° 2' 6" NB, 4° 11' 34" OL   | 44548   | Gemeenteschool                                                       |
| Hoeve                                                                | niet bewaard                                                |                       | Buggenhout   | Brielstraat 101                 | 51° 2' 24" NB, 4° 11' 33" OL  | 44549   | Hoeve                                                                |
| Parochiekerk Sint-Gerardus Majella                                   | Monument                                                    |                       | Buggenhout   | Broekstraat 23                  | 50° 59' 54" NB, 4° 10' 35" OL | 44550   | Parochiekerk Sint-Gerardus Majella                                   |
| Pastorie Sint-Gerardus-Majellaparochie met tuin                      | Monument                                                    |                       | Buggenhout   | Broekstraat 25                  | 50° 59' 54" NB, 4° 10' 36" OL | 44551   | Pastorie Sint-Gerardus-Majellaparochie met tuin                      |
| Klooster Sint-Vincentius en meisjesschool                            | Monument                                                    |                       | Buggenhout   | Broekstraat 27                  | 50° 59' 53" NB, 4° 10' 36" OL | 44552   | Klooster Sint-Vincentius en meisjesschool                            |
| Schoolhuis van de gemeentelijke jongensschool                        |                                                             |                       | Buggenhout   | Broekstraat 35                  | 50° 59' 50" NB, 4° 10' 39" OL | 44553   | Schoolhuis van de gemeentelijke jongensschool                        |
| Villa                                                                | niet bewaard                                                |                       | Buggenhout   | Hanenstraat 11                  | 51° 0' 47" NB, 4° 12' 4" OL   | 44558   | Villa                                                                |
| Dorpswoning                                                          | niet bewaard                                                |                       | Buggenhout   | Hauwerstraat 2                  | 51° 0' 36" NB, 4° 10' 56" OL  | 44559   | Dorpswoning                                                          |
| Boerenarbeiderswoning                                                |                                                             |                       | Buggenhout   | Hauwerstraat 16                 | 51° 0' 41" NB, 4° 10' 58" OL  | 44560   | Boerenarbeiderswoning                                                |
| Brouwerswoning                                                       | niet bewaard                                                |                       | Buggenhout   | Hopveldweg 8                    | 51° 1' 16" NB, 4° 9' 27" OL   | 44561   | Brouwerswoning                                                       |
| Villa Glycine                                                        |                                                             |                       | Buggenhout   | Kamerstraat 15                  | 51° 1' 7" NB, 4° 12' 8" OL    | 44562   | Villa Glycine                                                        |
| Van Keer's Hof                                                       |                                                             |                       | Buggenhout   | Kamerstraat 93                  | 51° 1' 17" NB, 4° 11' 38" OL  | 44563   | Van Keer's Hof                                                       |
| Lusthof De Populieren                                                |                                                             |                       | Buggenhout   | Kasteelstraat 189               | 50° 59' 52" NB, 4° 12' 42" OL | 44564   | Lusthof De Populieren                                                |
| Lusthof Sint-Kristoffel                                              |                                                             |                       | Buggenhout   | Kasteelstraat 187               | 50° 59' 53" NB, 4° 12' 40" OL | 44565   | Lusthof Sint-Kristoffel                                              |
| Boskapel en ommegang                                                 | Monument                                                    |                       | Buggenhout   | Kasteelstraat                   | 50° 59' 50" NB, 4° 12' 36" OL | 44566   | Boskapel en ommegang                                                 |
| Kapelhoeve                                                           |                                                             |                       | Buggenhout   | Kasteelstraat 214-216           | 50° 59' 39" NB, 4° 12' 42" OL | 44568   | Kapelhoeve                                                           |
| Parochiekerk Sint-Niklaas                                            | Monument orgel (monument)                                   |                       | Buggenhout   | Kerkstraat 101                  | 51° 0' 55" NB, 4° 12' 10" OL  | 44569   | Parochiekerk Sint-Niklaas                                            |
| Notariswoning                                                        | Monument                                                    |                       | Buggenhout   | Kerkstraat 14                   | 51° 1' 6" NB, 4° 12' 7" OL    | 44570   | Notariswoning                                                        |
| Rijkswachtkazerne                                                    |                                                             |                       | Buggenhout   | Kerkstraat 15                   | 51° 1' 5" NB, 4° 12' 12" OL   | 44571   | Rijkswachtkazerne                                                    |
| Dorpswoning                                                          |                                                             |                       | Buggenhout   | Kerkstraat 18                   | 51° 1' 2" NB, 4° 12' 7" OL    | 44572   | Dorpswoning                                                          |
| Eclectische villa                                                    | Monument                                                    |                       | Buggenhout   | Kerkstraat 20                   | 51° 1' 2" NB, 4° 12' 6" OL    | 44573   | Eclectische villa                                                    |
| Dorpswoning en bakkerij                                              |                                                             |                       | Buggenhout   | Kerkstraat 60                   | 51° 0' 55" NB, 4° 12' 7" OL   | 44574   | Dorpswoning en bakkerij                                              |
| Schaliënhuis                                                         | niet bewaard                                                |                       | Buggenhout   | Kerkstraat 68                   | 51° 0' 53" NB, 4° 12' 6" OL   | 44575   | Schaliënhuis                                                         |
| Begraafplaats                                                        |                                                             |                       | Buggenhout   | Kerkhofstraat                   | 51° 1' 2" NB, 4° 11' 51" OL   | 44578   | Begraafplaats                                                        |
| Kapel Onze-Lieve-Vrouw                                               |                                                             |                       | Buggenhout   | Koudehaard                      | 51° 1' 2" NB, 4° 10' 58" OL   | 44579   | Kapel Onze-Lieve-Vrouw                                               |
| Klooster, kapel en school van de zusters van Sint-Vincentius a Paulo | Monument                                                    |                       | Buggenhout   | Kloosterstraat 15               | 51° 0' 54" NB, 4° 11' 57" OL  | 44581   | Klooster, kapel en school van de zusters van Sint-Vincentius a Paulo |
| Patattenmolen met maalderij en molenaarswoning                       | Monument                                                    |                       | Buggenhout   | Krapstraat 161                  | 50° 59' 60" NB, 4° 10' 34" OL | 44583   | Patattenmolen met maalderij en molenaarswoning                       |
| Ensemble van vier rijhuizen                                          |                                                             |                       | Buggenhout   | Maalderijstraat 10-16           | 51° 0' 48" NB, 4° 12' 11" OL  | 44584   | Ensemble van vier rijhuizen                                          |
| Burgerhuis                                                           |                                                             |                       | Buggenhout   | Maalderijstraat 40              | 51° 0' 48" NB, 4° 12' 17" OL  | 44586   | Burgerhuis                                                           |
| Kaashof                                                              |                                                             |                       | Buggenhout   | Mandekensstraat 121             | 51° 1' 11" NB, 4° 10' 1" OL   | 44588   | Kaashof                                                              |
| Kasteel Genthof                                                      |                                                             |                       | Buggenhout   | Mandekensstraat 117-119         | 51° 1' 10" NB, 4° 10' 8" OL   | 44589   | Kasteel Genthof                                                      |
| Café Hopveld en aanhorigheden van brouwerij Den Keyser               |                                                             |                       | Buggenhout   | Mandekensstraat 241-243, 243A   | 51° 1' 13" NB, 4° 9' 17" OL   | 44590   | Café Hopveld en aanhorigheden van brouwerij Den Keyser               |
| Landhuis Verhavert Stede met tuin                                    | Monument: landhuis, walgracht Dorpsgezicht: tuin en stallen |                       | Buggenhout   | Maricolenweg 36                 | 51° 0' 48" NB, 4° 11' 52" OL  | 44591   | Landhuis Verhavert Stede met tuin                                    |
| Gemeentehuis van Buggenhout                                          |                                                             |                       | Buggenhout   | Nieuwstraat 2                   | 51° 0' 54" NB, 4° 12' 10" OL  | 44592   | Gemeentehuis van Buggenhout                                          |
| Woning Van Humbeeck                                                  | Monument                                                    | Renaat Braem          | Buggenhout   | Pastorijstraat 3                | 51° 0' 53" NB, 4° 12' 16" OL  | 44593   | Woning Van Humbeeck                                                  |
| Pastorie Sint-Niklaasparochie met tuin                               | Monument                                                    |                       | Buggenhout   | Pastorijstraat 5                | 51° 0' 51" NB, 4° 12' 17" OL  | 44594   | Pastorie Sint-Niklaasparochie met tuin                               |
| Rest van rij arbeiderswoningen                                       |                                                             |                       | Buggenhout   | Stationsstraat 21               | 51° 0' 58" NB, 4° 11' 58" OL  | 44596   | Upload foto                                                          |
| Weiveldkapel                                                         |                                                             |                       | Buggenhout   | Stationsstraat                  | 51° 0' 59" NB, 4° 11' 43" OL  | 44597   | Weiveldkapel                                                         |
| Wiesbeekhoeve                                                        |                                                             |                       | Buggenhout   | Wiesbeek 25                     | 50° 59' 22" NB, 4° 10' 15" OL | 44598   | Wiesbeekhoeve                                                        |
| Weiveldmolen                                                         |                                                             |                       | Buggenhout   | Weiveld 37                      | 51° 1' 11" NB, 4° 11' 20" OL  | 44599   | Weiveldmolen                                                         |
| Burgerhuis                                                           |                                                             |                       | Buggenhout   | Varentstraat 16                 | 50° 59' 58" NB, 4° 10' 24" OL | 44600   | Burgerhuis                                                           |
| Kapel Onze-Lieve-Vrouw van de Rozenkrans                             |                                                             |                       | Buggenhout   | Zittingsweg                     | 51° 0' 28" NB, 4° 11' 23" OL  | 44604   | Kapel Onze-Lieve-Vrouw van de Rozenkrans                             |
| Brouwerswoning en brouwerij Bosteels                                 | Brouwerswoning (monument)                                   |                       | Buggenhout   | Hanenstraat 2, Kerkstraat 92-94 | 51° 0' 49" NB, 4° 12' 3" OL   | 44605   | Brouwerswoning en brouwerij Bosteels                                 |
| Hoeve                                                                |                                                             |                       | Buggenhout   | Genthof 14A                     | 51° 1' 15" NB, 4° 10' 8" OL   | 87625   | Hoeve                                                                |
| Laad- en losplaats met herberg en winkel In de Nieuwe Kaai           |                                                             |                       | Buggenhout   | Scheldestraat 8, Veerstraat 9   | 51° 2' 11" NB, 4° 11' 30" OL  | 87628   | Laad- en losplaats met herberg en winkel In de Nieuwe Kaai           |
| Dorpswoning                                                          |                                                             |                       | Opdorp       | Dries 16                        | 51° 1' 40" NB, 4° 13' 2" OL   | 87630   | Dorpswoning                                                          |
| Kapel Heilige Theresia                                               |                                                             |                       | Opdorp       | Vitsstraat 86                   | 51° 1' 21" NB, 4° 12' 57" OL  | 87760   | Kapel Heilige Theresia                                               |
| Burgerhuis                                                           |                                                             |                       | Opdorp       | Houtenmolenstraat 27            | 51° 1' 41" NB, 4° 13' 29" OL  | 88608   | Burgerhuis                                                           |